# Le Grand Frisson (film, 1968)
Pour les articles homonymes, voir Le Grand Frisson (homonymie).
Pour plus de détails, voir Fiche technique et Distribution.
Le Grand Frisson (Live a Little, Love a Little) est un film américain réalisé par Norman Taurog, sorti en 1968.

## Fiche technique
- Titre : Le Grand Frisson
- Titre original : Live a Little, Love a Little
- Réalisation : Norman Taurog
- Scénario : Michael A. Hoey et Dan Greenburg d'après son roman Kiss My Firm But Pliant Lips
- Producteur : Douglas Laurence
- Musique : Billy Strange
- Directeur de la photographie : Fred Koenekamp
- Montage : John McSweeney Jr.
- Direction artistique : E. Preston Ames, George W. Davis
- Décors : Henry Grace, Don Greenwood Jr.
- Maquillage : Mary Keats
- Directeur de production : Lindsley Parsons Jr.
- Société de Production : Metro-Goldwyn-Mayer (MGM)
- Ingénieur du son : Franklin Milton
- Durée : 90 minutes
- Pays : États-Unis
- Langue : Anglais
- Couleur : Couleur (Metrocolor)
- Format : 2,35 : 1
- Son : Mono
- Date de sortie : 
  - États-Unis : 23 octobre 1968

## Distribution
- Elvis Presley (VF : Bernard Murat) : Greg Nolan
- Michele Carey (VF : Perrette Pradier) : Bernice
- Don Porter (VF : William Sabatier) : Mike Lansdown
- Rudy Vallee (VF : Claude Dasset) : Penlow
- Dick Sargent (VF : Jacques Balutin) : Harry
- Sterling Holloway (VF : Jean-Jacques Steen) : Laitier
- Celeste Yarnall : Ellen
- Eddie Hodges (VF : Serge Lhorca) : Robert, le livreur
- Joan Shawlee : Mère de Robbie
- Mary Grover : Miss Selfridge
- Emily Banks (VF : Monique Thierry) : Réceptioniste de RKC&P
- Michael Keller
- Merri Ashley (VF : Monique Thierry) : 1e Secrétaire
- Phyllis Davis : 2e Secrétaire
- Ursula Menzel
- Susan Shute
- Edie Baskin]
- Gabrielle
- Ginny Kaneen
- Susan Henning
- Morgan Windbeil : 1er policier à moto
- Benjie Bancroft
- Ann Doran
- Bartlett Robinson : docteur